# Maynooth

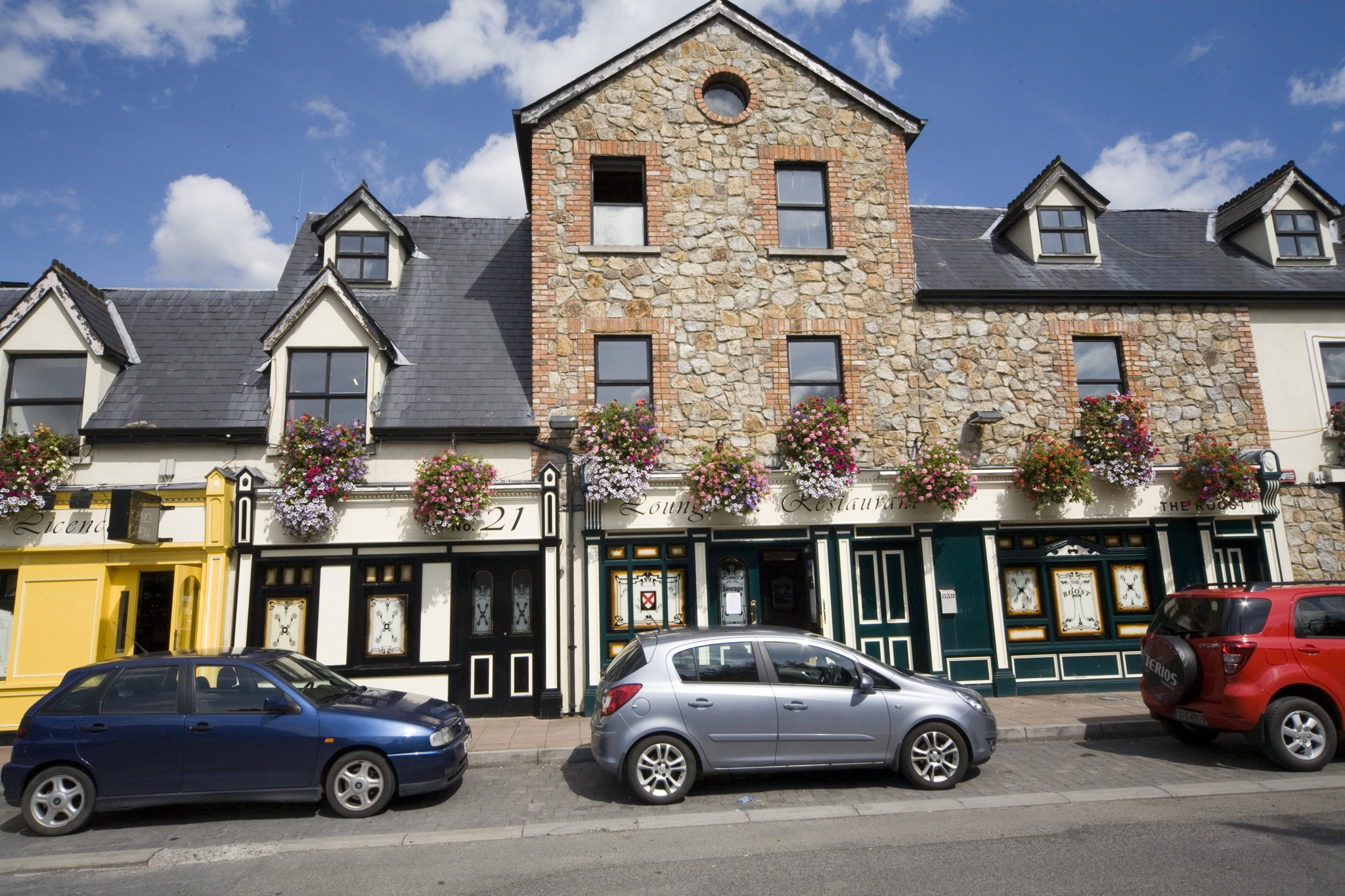
Maynooth

Maynooth (ír nyelven Maigh Nuad) egy egyetemi város, ami Írországban, Kildare megye északi részén helyezkedik el. Az R148-as úton érhető el Leixlip és Kilkock között, és az M4-es autópálya is érinti. Másik utak csatlakoztatják Celbridge-hez, Clane-hez, és Dunboyne-hoz. Két egyetemnek is otthont ad, egyik a NUI Maynooth, a másik a St. Patrick’s College.
A város lakossága 11 476 fő (2006-os népszámlálás), a megyében az 5., Írországban pedig a 35. legnépesebb település, Ez a szám nem végleges az egyetemi diákok, valamint a közeli Intel és Hewlett-Packard létesítmények dolgozói miatt (mindkettő megtelepült Leixlip-ben).

## Történelem
Maurice FitzGerald (–1176) a walesi származású anglo-normann nemes Leinster királyát megsegítendő érkezett Írországba. Tevékenységéért Richard de Clare, Pembroke 2. grófja adományozta Maurice FitzGeraldnek. a Maynooth és Naas ura címeket is – a kor szokásának megfelelően (vélhetően) ez a címhez tartozó uradalmat is jelentette.
Maynooth vára XII. századi (jelenleg romos]] vár Maynoothban, Kildare megyében, Írországban, amely a Maynooth Egyetem déli campus-ának bejáratánál található.  A vár a XII. század végén épült két patak találkozásánál, és innentől kezdve a FitzGerald család otthonává vált. John FitzGerald (–1427), Kildare 6. grófja jelentős építkezéseket vezetett, többek között megerősítette és kibővítette Maynooth és Kilkea kastélyait. A FitzGeraldok Kildare grófjaiként és Írország helytartóiként emelkedtek ki.
A FitzGeraldok Maynooth feletti uralma Thomas FitzGerald – Silken Thomas –, a kilencedik Kildare gróf fiának 1534-es lázadásával ért véget. 1535 márciusában William Skeffington vezette angol erők ágyúzták a hatalmas várat, modern ostromágyúikkal súlyosan megrongálva a középkori építményt. A vár tíznapos ostrom után elesett, a helyőrséget pedig a vár kapuja előtt kivégezték, az eseményt „Maynooth Pardon“ (Maynooth kegyelem, megbocsátás) néven ismert. Silken Thomast röviddel ezután elfogták, és öt nagybátyjával együtt a londoni Towerbe zárták. 1537. február 3-án Tyburnben árulás vádjával kivégezték őket.
Maynooth várát 1630-35 között Richard Boyle, Cork első grófja állította helyre, miután lánya feleségül ment George FitzGeraldhoz. Azonban az 1640-es években, a Tizenegy Éves Háború során a vár nagy részét ismét elpusztították. Csak a kaputorony (amelyen a Boyles és FitzGeraldok egyesített címerei ma is láthatók) és a Solar Tower maradt fenn. A FitzGeraldok végleg elhagyták Maynoothot, és előbb a Kilkea-várat, majd a Carton House-t tették családi székhelyükké.
A Carton Demesne a  elején. A Carton House vidéki ház és a környező birtok több mint 700 éven át a Kildare grófok és Leinster hercegeinek ősi rezidenciája volt. Dublin központjától 23 km-re nyugatra, a Kildare megyei Maynoothban található. A Carton birtok eredetileg körülbelül 28 300 hektár volt, ebből ma 445 hektárt foglal magában. Kétszáz éven át a birtok Írország legkiválóbb példája volt a györgykori stílusú parkosított tájra. A 2000-es években a birtok nagy részét két golfpályává alakították, míg a házat egy szállodakomplexummá fejlesztették.